# Dolmen de Peyrelada
Le dolmen de Peyrelada est un dolmen situé à Mosset, dans le département français des Pyrénées-Orientales.

## Historique
L'édifice n'a été signalé qu'au cours du XXe siècle mais la toponymie laissait supposer l'existence d'un édifice mégalithique. Peyrelada est une déformation de Petra lata (signifiant la « pierre large ») qualificatif qui semble toutefois peu adapté aux dimensions du monument.

## Description
Le monument est ruiné. La chambre est délimitée par un orthostate côté ouest (1,48 m de long sur 0,70 m de hauteur), un second plus petit côté est et deux petites dalles basses côté sud qui pourraient correspondre à une ancienne dalle unique qui se serait fendue. Toutes les dalles sont en granite d'origine locale. L'absence de fermeture côté nord est inhabituel. Les petites dimensions et l'architecture du monument l'apparentent à un coffre mégalithique enterré mais selon Jean Abélanet il s'agirait d'un dolmen qui ouvrait au sud, la dalle de chevet côté nord et la table de couverture pouvant avoir été prélevées lors de la construction des abris agricoles voisins.